# Документы партийного учёта КПСС
Документы партийного учёта Коммунистической партии Советского Союза (КПСС) — партбилет, учётная карточка члена КПСС, отчетная карточка на партбилет (комплект образца 1973 г.) и т. д. Бланки членских и кандидатских партийных документов изготавливались ЦК КПСС в централизованном порядке и имели единый для всей партии порядковый номер. Портфель партийных документов члена ЦК КПСС (или любого работника высшей партийной номенклатуры) дополняли соответствующее номерное удостоверение и личное дело.

## Кандидатская карточка

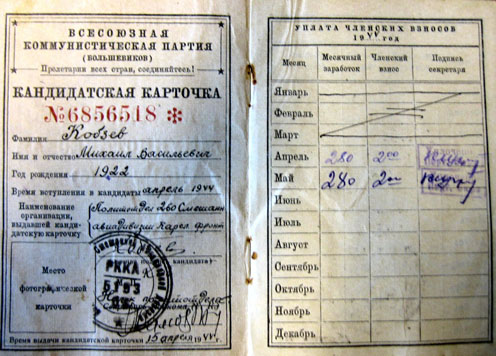
Кандидатская карточка воздушного стрелка Ил-2 Кобзева Михаила Васильевича

Кандидатская карточка — документ, выдававшийся кандидатам в члены КПСС. По истечении кандидатского срока (обычно 1 год), который, по сути, представлял собой испытательный срок, кандидат мог быть принят в члены партии.
Кандидатская карточка первоначально представляла собой листок бумаги. В дальнейшем была оформлена в виде небольшой книжки с фотографией кандидата (на документе присутствовал серийный номер).
Как и за утерю партийного билета, за потерю кандидатской карточки санкции могли быть достаточно жёсткими, вплоть до исключения из кандидатов в члены КПСС.

## Партийный билет
В дореволюционные годы документов, удостоверяющих принадлежность к партии, как правило, не выдавалось. Принадлежность удостоверялась личным знанием члена партии товарищами по совместной работе. Нигде — ни в сочинениях В. И. Ленина, ни в решениях съездов, конференций и Центрального Комитета РСДРП — не встречается ни одной директивы или рекомендации о выдаче партийных билетов. И лишь когда действительно требовалось подтвердить принадлежность члена партии к той или иной организации РСДРП, на руки выдавалось рекомендательное письмо, как правило, в зашифрованном виде.
В конце 1905 года., когда партия находилась на полулегальном положении, по инициативе некоторых местных организаций РСДРП была предпринята попытка наладить изготовление партбилетов. Изготавливались они на плотной бумаге. Фамилия, имя, отчество в целях конспирации в них практически не указывались. Выдавались эти билеты на руки в исключительных случаях.
По выходе партии из подполья после Февральской революции встал вопрос об оформлении членства и введении партийного билета. Бюро ЦК РСДРП(б) 18 марта 1917 г. при обсуждении вопроса о приёме новых членов указало на необходимость введения членских карточек (билетов). В решении говорилось: «Образец членской карточки вырабатывается Бюро ЦК и рассылается по местным организациям, которые выдают их членам за своей печатью. При карточке должен быть Устав партии и Программа». В том же году образец членской карточки был разослан в некоторые местные организации. 3 апреля 1917 г. при встрече на Финляндском вокзале в Петрограде возвратившемуся из эмиграции В. И. Ленину был вручён партийный билет № 600 большевистской организации Выборгской стороны.

Партийные билеты (членские карточки) 1917—1919 гг. не были единого образца. В каждой городской, губернской организации они имели свою нумерацию, цвет, размер, содержали разное количество сведений. Такое положение мешало ЦК наладить точный учёт, создавало условия для нарушения партийной дисциплины. Всё острее ощущалась необходимость централизации партийного учёта.

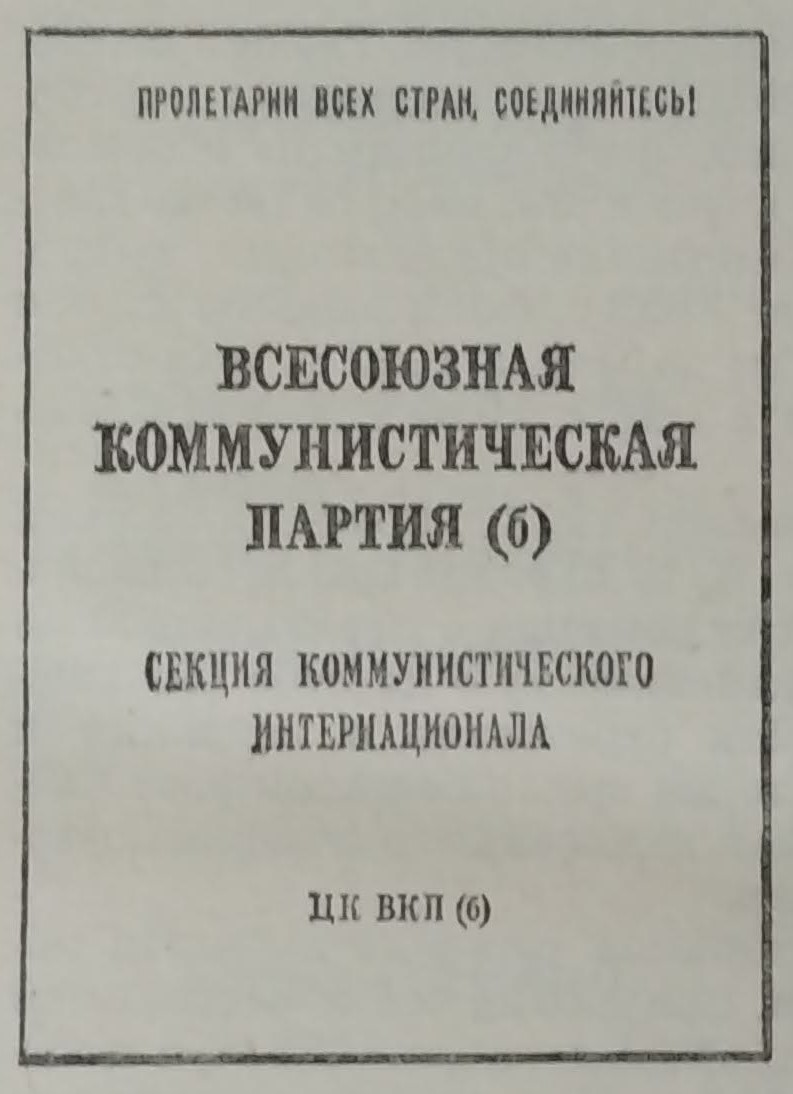
Образец обложки партийного билета образца 1926 года

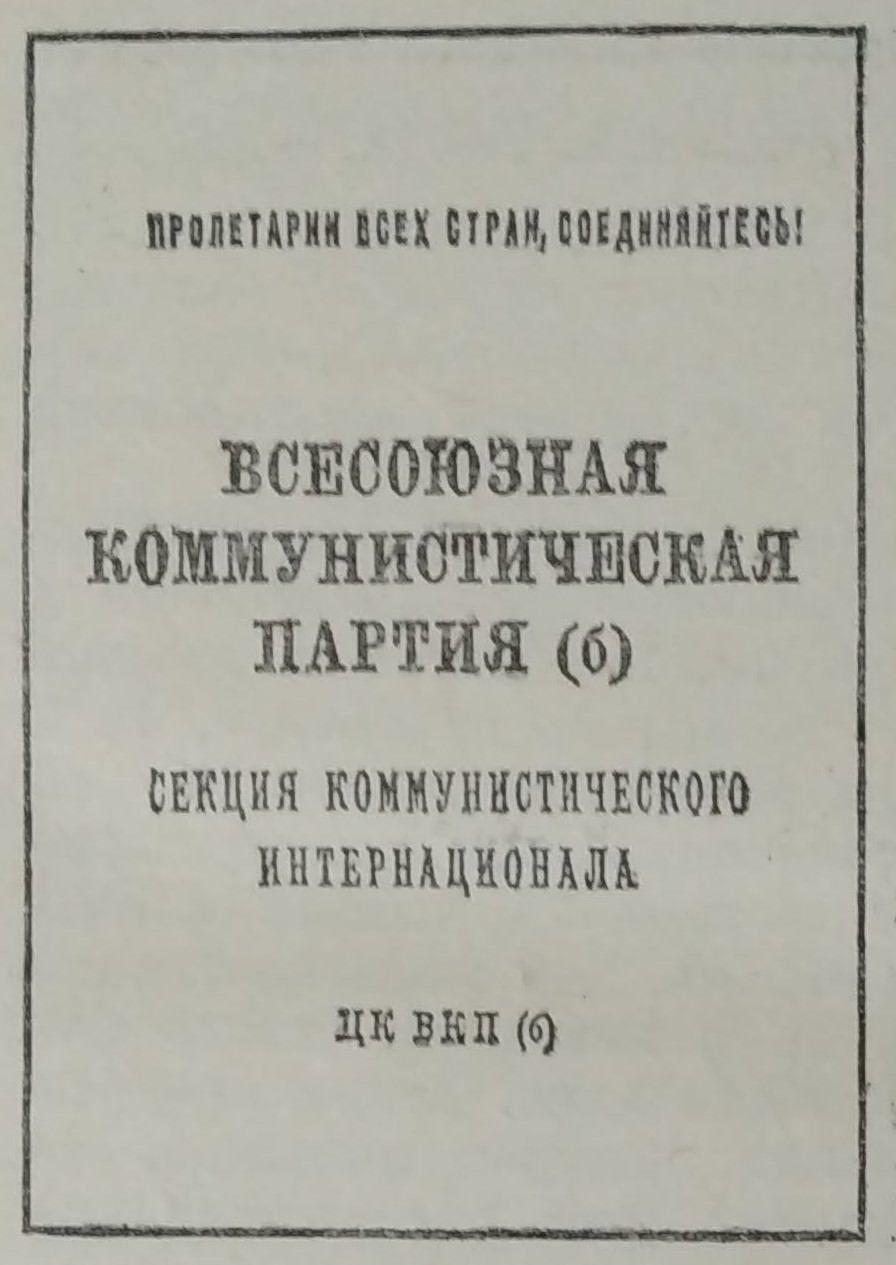
Образец обложки партийного билета образца 1936 года

Упоминания о начале выработки единой формы партийного билета встречаются в материалах протоколов заседаний ЦК РКП(б) от 6 июня 1918 года: в них содержится упоминание о том, что Секретариату ЦК было поручено выработать единую форму партбилета.
В марте 1919 г. VIII съезд РКП(б) принял решение о проведении перерегистрации всех членов партии, которая должна была сопровождаться обменом старых членских билетов на новые. При этом особые меры контроля были применены по отношению к членам партии, принятым после октября 1917 г. Ленин считал эту перерегистрацию фактически первой чисткой партии. Перерегистрация имела также большое значение как организационная мера по созданию сети партийных организаций и их учёту.
Вскоре после VIII съезда Центральный Комитет поручил инструкторскому отделу ЦК разработать образец единого партийного билета члена РКП(б). Пленум ЦК РКП(б), состоявшийся в январе 1920 г., утвердил форму единого партийного билета, указав, что в членском билете нет необходимости печатать Устав и Программу партии. Пленум решил одновременно с выдачей новых партийных билетов провести перепись (перерегистрацию) всех членов партии. Вопрос о едином партийном билете обсуждался в январе 1920 года также и на заседаниях Оргбюро ЦК РКП(б).
В июне 1920 г. ЦК РКП(б) принял решение «О Всероссийской перерегистрации членов РКП и введении единого партийного билета» (при перерегистрации члены партии обязаны были, предварительно уплатив все членские взносы, сдать старые партийные билеты, заполнить личные регистрационные карточки, представить рекомендации двух членов партии, известных комитету своей надёжностью; на период перерегистрации приём в партию был прекращён). С этого времени партийные билеты изготовлялись централизованно и одного (единого) формата, содержали одинаковые сведения о членах партии(единый образец кандидатской карточки был введён значительно позднее). С 1922 года партбилеты стали получать нумерацию на этапе печати.
Система единого партийного билета включала в себя документы, определявшие партийную принадлежность: партийный билет (кандидатскую карточку), учётную и отчётные карточки, которые имели одинаковый номер с партбилетом (кандидатской карточкой). Партбилет содержал только основные сведения: фамилию, имя, отчество, год рождения, время вступления в партию, название организации, выдавшей билет, подписи члена партии и секретаря укома (райкома), печать и дату выдачи, а также данные об уплате членских взносов. Все остальные сведения о члене партии: о его работе, выполнении партийных обязанностей и др. — были перенесены в личное дело, которое имело одинаковый номер с партбилетом и хранилось в той организации, где он состоял на партийном учёте. ЦК РКП(б) впервые начал вести учёт выданных партбилетов по именным спискам, поступавшим из обкомов, губкомов. В списках значились фамилия, имя, отчество, номер билета и наименование организации, выдавшей билет. Партбилеты образца 1922 г. были выданы на три года, а фактически действовали до марта 1927 г. Для отметок уплаты членских взносов в них с 1925 г. вклеивались дополнительные листки.
В связи с образованием в декабре 1922 г. Союза Советских Социалистических Республик XIV съезд партии, состоявшийся в декабре 1925 г., принял решение о переименовании РКП(б) во Всесоюзную Коммунистическую партию (большевиков). Это должно было найти отражение в названии и форме единого партбилета. В мае 1926 г. ЦК ВКП(б) принял решение провести новый обмен партийных билетов, приурочив его к Всесоюзной партийной переписи, назначенной на декабрь 1926 г., а позднее перенесённой на январь 1927 г. Цель переписи состояла в том, чтобы учесть изменения, которые произошли в партии за пять лет, с момента переписи 1922 г., особенно в её социальном составе в связи с ленинским призывом, а также в результате проверки непроизводственных и частичной проверки деревенских ячеек.
Обмен партбилетов образца 1922 г. на новые, образца 1926 г., был проведён в марте — мае 1927 г. В новых партбилетах сохранялся текст билетов предыдущего образца. Они изготавливались на русском языке и на языках союзных, автономных республик и автономных областей. Впервые были введены отчётные карточки. Они представляли собой копию лицевой стороны партбилета и имели одинаковый с ним номер. После вручения билета карточки высылались в ЦК ВКП(б). Наличие отчётных карточек позволяло установить, кому выдавался тот или иной партбилет. Вместо личного дела была введена единая по форме и содержанию учётная карточка, которая заполнялась сначала на кандидата в члены партии, а затем эта же карточка продолжала действовать и на принятого в члены ВКП(б). Впервые было установлено, что все испорченные и найденные партбилеты, а также партийные билеты исключённых из партии и умерших подлежат обязательному возвращению в ЦК. Погашенные партбилеты присылались по спискам установленной формы.

## Номерная учётная карточка члена КПСС

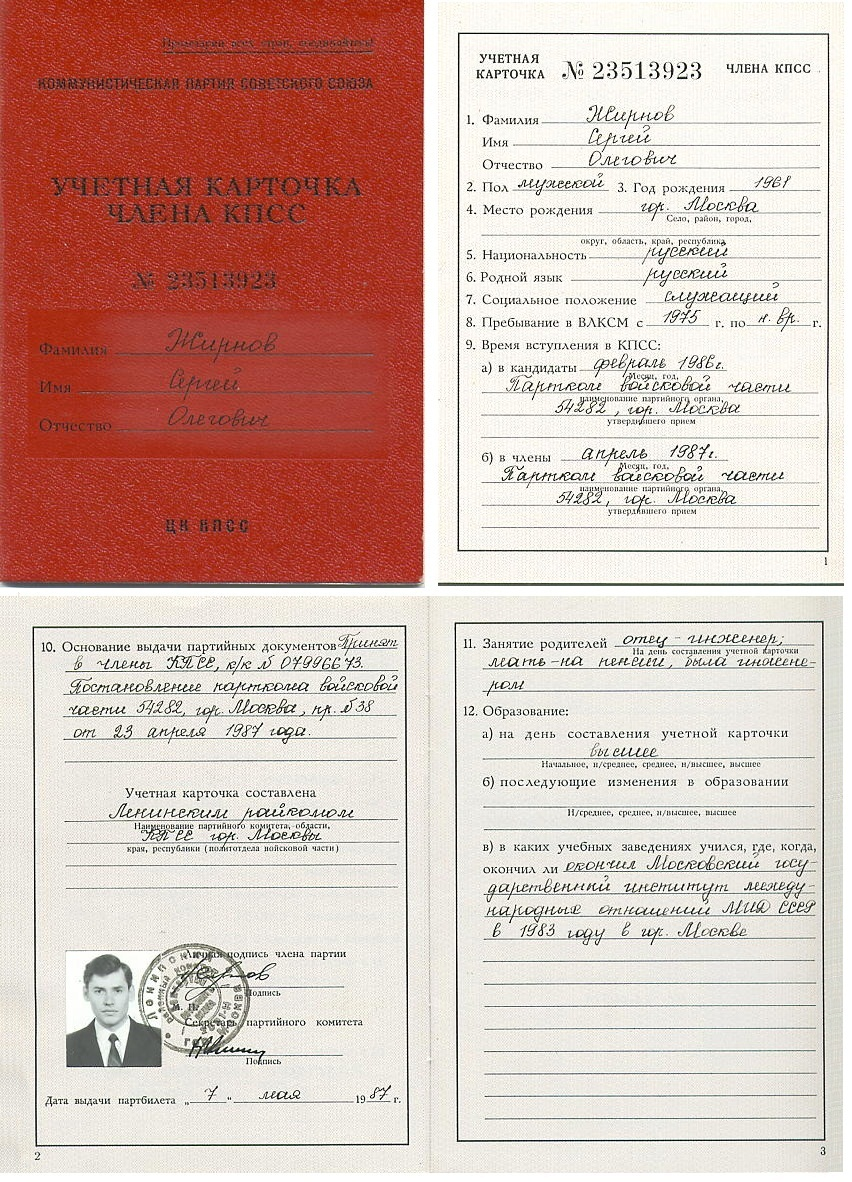
Учётная карточка

Учётная карточка содержала основные данные о члене партии, в неё вносились дополнительные записи о происшедших изменениях после выдачи партдокумента. Учётная карточка хранилась в райкоме (горкоме, парткоме, политотделе), где член партии состоял на партийном учёте.

## Отчетная карточка
Отчётная карточка представляла собой копию лицевой стороны партийного билета (кандидатской карточки) и являлась документом, подтверждавшим выдачу партийного билета (кандидатской карточки). После вручения партийного билета (кандидатской карточки) отчётная карточка отсылалась в ЦК КПСС.